# メンフィス・デパイ
メンフィス・デパイ（Memphis Depay, 1994年2月13日 - ）は、オランダ・モールドレヒト出身のプロサッカー選手。オランダ代表。SCコリンチャンス・パウリスタ所属。ポジションはFW。
サッカー選手としてのキャリアはPSVアイントホーフェンで始まり、全公式戦で124試合に出場し、50ゴールを記録している。2014-15シーズンにはリーグタイトルを獲得し、自身も30試合で22ゴールを挙げ、得点王のタイトルを獲得した。2015年5月に2500万ポンドの移籍金でマンチェスター・ユナイテッドへ移籍が決定した。その後はなかなか出場機会を得られず、オリンピック・リヨンに移籍した。その後FCバルセロナへ加入し、2023年1月に出場機会を求めてアトレティコ・マドリードへ完全移籍で移籍した。
UEFA U-17欧州選手権2011に出場し、優勝を経験したデパイは2013年にA代表デビューを飾り、2014 FIFAワールドカップ、UEFA EURO 2020、2022 FIFAワールドカップのメンバーに選出された。
ファーストネームの『メンフィス』と呼ばれることも多い。

## クラブ経歴

### PSV

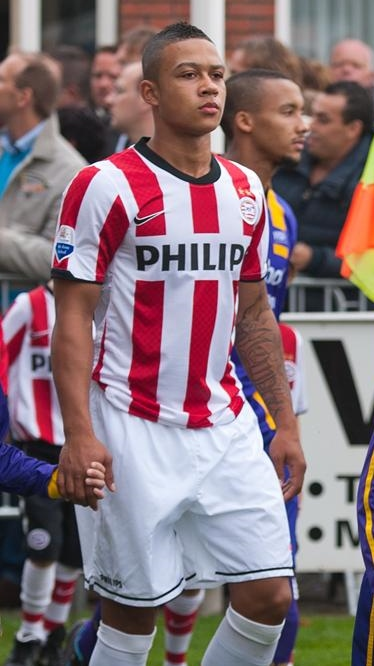
PSVでプレイするデパイ (2011年)

モードレヒトで生まれ、9歳で地元を離れてスパルタ・ロッテルダムに加入し、その3年後にはPSVアイントホーフェンに移った。
2011年、PSVのリザーブチームに当たるヨングPSVでプレイをしながら、トップチームの練習にも参加していた。2011年9月21日に行われ、8-0で勝利したKNVBカップ2回戦のVVSB戦で公式戦デビューを飾ると、2012年2月26日に行われたフェイエノールト戦のアディショナルタイムにザカリア・ラビアドと交代で出場し、リーグ戦デビューを果たした。その試合ではチームもライバルクラブであるフェイエノールトに3-2で勝利を挙げた。3月18日に行われ、5-1で勝利したヘーレンフェーン戦ではドリース・メルテンスと交代で出場した6分後にゴールを挙げ、初ゴールを記録した。最終的に1年目のシーズンはすべて途中出場ながらリーグ戦8試合に出場し、3ゴールを挙げた。
2012年4月8日に行われたKNVBカップ決勝のヘラクレス戦にメルテンスと交代で残りの4分間に出場した翌日に監督であったフィリップ・コクーの下、正式にトップチームに昇格し、6月29日に初めて2017年までのプロ契約を結んだ。
2012年8月5日に行われたヨハン・クライフ・スハールにルシアーノ・ナルシンと84分に交代で出場し、前シーズンのリーグチャンピンオンであったアヤックスに4-2で勝利し、2013年3月2日に行われたVVVフェンロー戦では初めてスターティングメンバーとして出場した。その試合では同じ10代のユルゲン・ロカディアのアシストからゴールを記録し、最終的にリーグ戦では2試合のスターティングメンバーとしての出場を含め20試合に出場し、2ゴールを記録した。2年連続でカップ戦の決勝にも進出したが、デパイは5分間の出場に留まり、チームもAZに1-2で敗れた。
2013年7月30日に行われたUEFAチャンピオンズリーグ予選3回戦のズルテ・ワレヘム戦で左サイドからドリブルで持ち上がりゴールの上隅にシュートを決め、ヨーロッパの大会における初ゴールを記録し、チームも2試合合計5-0でプレイオフ進出を決めたが、ACミランに敗れ、本戦に進むことはできなかった。
2013年10月27日に行われたローダ戦ではティム・マタヴジュのゴールをアシストしたが、後半に2枚のイエローカードを提示され、プロキャリアで初めてとなる退場処分を受け、チームも1-2で敗れた。チームは勝利を挙げられず苦しんでいたが、12月15日に行われたユトレヒト戦では2ゴールを記録し、5-2の勝利に貢献した。この勝利によりチームに8試合振りの勝点3をもたらした。2014年2月5日から3月23日まで8連勝を記録したチームにおいては3月15日に行われたフィテッセ戦で眼窩にひびが入る怪我を負ったが、23日に行われたローダ戦にマスクを着用してフル出場し、チームの勝利に貢献した。
2-0で勝利したシーズン最終節のNACブレダ戦ではチームの1ゴール目を記録し、この勝利によりPSVは最終的にリーグ戦では4位に着け、41年連続となるヨーロッパの大会への出場権を獲得した。
ワールドカップにおける活躍を受け、マンチェスター・ユナイテッド、トッテナム・ホットスパーなどのクラブが獲得に興味を示しているとの報道がなされ、落ち着かない中でスタートしたシーズンではあったが、デパイはシーズンを通して活躍を見せた。
2014年8月5日に行われたヨーロッパリーグ予選3回戦のザンクト・ペルテン戦では途中出場ながら1ゴール、1アシストを記録し、1stレグを3-2で勝利したPSVは2試合の合計4-2でプレイオフ進出を決めた。その試合から3日後に行われたエールディヴィジ開幕戦のヴィレムII戦では2ゴールを記録し、チームの3-1の勝利に貢献した。第2節のNACブレダ戦では2本のフリーキックを決めると、ジョルジニオ・ワイナルドゥムのゴールをアシストし、チームも6-1で勝利を挙げた。8月28日に行われたヨーロッパリーグのプレイオフのシャフティオール・ソリゴルスクとの2ndレグでは2ゴールを挙げ、2試合合計3-0でチームも本戦進出を決めた。9月13日に行われたズヴォレ戦では鼠蹊部を負傷し、18分で交代となった。
2015年4月15日に行われ、4-1で勝利したヘーレンフェーンではデパイもフリーキックからチームの2ゴール目を記録し、PSVは2008年以来となる22度目のエールディヴィジ優勝を決定した。シーズン途中にPSVはマンチェスター・ユナイテッドのオファーを受け入れたため、5月10日に行われたヘラクレス・アルメロ戦がデパイにとって最後のホームゲームとなったが、デパイはゴールを決め、交代の際にはファンからのスタンディングオベーションに加え、チームメイトからも祝福を受けた。最終的にリーグ戦では22ゴールを挙げ、チームメイトのルーク・デ・ヨングを上回り、得点王のタイトルを獲得した。

### マンチェスター・ユナイテッド

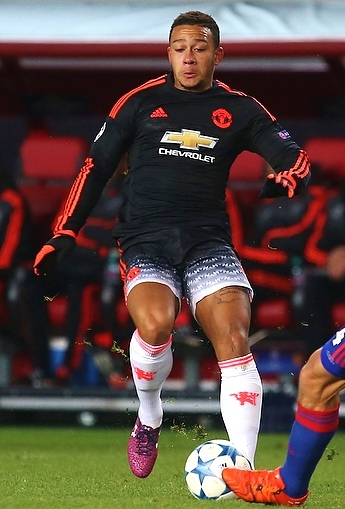
マンチェスター・ユナイテッドでのデパイ（2015年）

2015年5月7日、メディカルチェックを通過することを前提にPSVアイントホーフェンとマンチェスター・ユナイテッドはデパイの移籍について合意した。ユナイテッドの監督であったルイ・ファン・ハールはパリ・サンジェルマンも関心を示していたため、早くに契約しなければならなかったと話した。 リヴァプールの監督であったブレンダン・ロジャーズはデパイについて興味を持っていなかったと主張したが、PSVのダイレクターであったマルセル・ブランズはデパイの移籍に関してリヴァプールと接触があったことを認めた。6月12日に1年間の延長オプション付きの4年間の契約を結び、2015年7月10日に行われた記者会見で正式に紹介された。
マンチェスター・ユナイテッドでのデビューは7月17日に行われたクラブ・アメリカとのプレシーズンマッチであり、後半から11人全員を入れ替えたため、出場は前半の45分間に終わった。その試合の4日後に行われ、3-1で勝利したサンノゼ・アースクエイクス戦で初ゴールを記録した。
本人の希望により、デパイはジョージ・ベスト、ブライアン・ロブソン、エリック・カントナ、デイヴィッド・ベッカム、クリスティアーノ・ロナウドといった選手が背負ったクラブの象徴的な背番号である7番を与えられた。2015年8月8日に行われたシーズン開幕戦のトッテナム・ホットスパー戦にスターティングメンバーとして出場し、アンデル・エレーラと交代する68分までプレイをし、プレミアリーグデビューを果たした。試合後に監督のファン・ハールはデパイについて、とても熱心にプレイをしたと話した。8月18日に行われたチャンピオンズリーグ・プレーオフのクラブ・ブルッヘ戦では前半にマンチェスター・ユナイテッドにおける公式戦初ゴールを含め2ゴールを記録し、3-1の勝利に貢献した。

### リヨン
マンチェスター・ユナイテッドでは公式戦53試合で7ゴールと活躍出来ず、シーズン途中の2017年1月よりリヨンでプレー。2017-18シーズンのシーズン最終節ではハットトリックを決め勝利したことで、リヨンはチャンピオンズリーグ出場権を獲得した。リヨンでは中心選手として2019年11月16日までに130試合で50ゴール42アシストを記録してる。
2020-21シーズン、開幕戦となったディジョン戦でハットトリックを決めた。同シーズン、リーグ最多となる12アシストを決めリーグアンアシスト王となった。

### バルセロナ
2021年6月19日、FCバルセロナに移籍することが発表された。契約期間は2022-23シーズンまでの2年間。7月31日に行われたプレシーズンマッチ、VfBシュトゥットガルト戦では前半21分に自陣からのロングフィードに抜け出しボレーで先制点を決め、バルサでの初得点を記録し勝利に貢献した。移籍1年目の2021-22シーズン開幕戦から先発に定着。8月21日のアスレティック・ビルバオ戦では、0-1で迎えた後半30分に、移籍後初ゴールとなる同点ゴールを決めた。ロナルト・クーマンが監督を解任され、シーズン途中よりシャビ・エルナンデスが就任、冬の移籍市場でバルセロナがピエール＝エメリク・オーバメヤンやアダマ・トラオレ、フェラン・トーレスといったさらなるFW陣を補強、また12月にはハムストリングの怪我での離脱もあり先発出場を減らし、セリエAへの移籍を模索しているとも報じられた。それでもシーズン終了までにリーグ戦ではチーム最多の12ゴールを奪った。
2022-23シーズン開幕前にはユヴェントスFCなどへの移籍の可能性が報じられたが残留することとなった。リーグ第6節のエルチェ戦でシーズン初得点を決めた。しかし、その後オランダ代表として出場したUEFAネーションズリーグでの負傷により暫くの間欠場することとなった。

### アトレティコ・マドリード
2023年1月20日、アトレティコ・マドリードへの移籍が発表された。加入後リーグ戦3試合となった2月12日のセルタ・デ・ビーゴ戦では、60分から途中出場で出場機会を得ると、0-0で迎えた試合終了間際の89分に移籍後初ゴールとなる決勝点を挙げ、1-0での勝利に貢献した。3月4日のセビージャ戦で移籍後初先発、2ゴールを挙げる活躍を見せた。その後は負傷を繰り返したため、アトレティコでの1年目はリーグ戦8試合のみの出場に終わったが、4得点を記録した。
2023-24シーズンは、昨シーズンに引き続き負傷離脱を繰り返す不安定なシーズンだったが、UEFAチャンピオンズリーグのベスト16インテル戦の2ndレグにおける同点ゴールなど大舞台では目立った活躍をした。アルバロ・モラタとアントワーヌ・グリーズマンに次ぐFW3番手という立場でシーズンを戦ったが、それでも公式戦31試合で9得点を記録した。2024年5月22日、デパイとアトレティコ・マドリードの間でチームを退団することに合意した。

### コリンチャンス
2024年9月9日、SCコリンチャンス・パウリスタに加入した。

## 代表経歴

### ユース
UEFA U-17欧州選手権2011を制したオランダ代表の一員であり、決勝のドイツ代表戦ではゴールを挙げ、5-2の勝利に貢献した。

### A代表

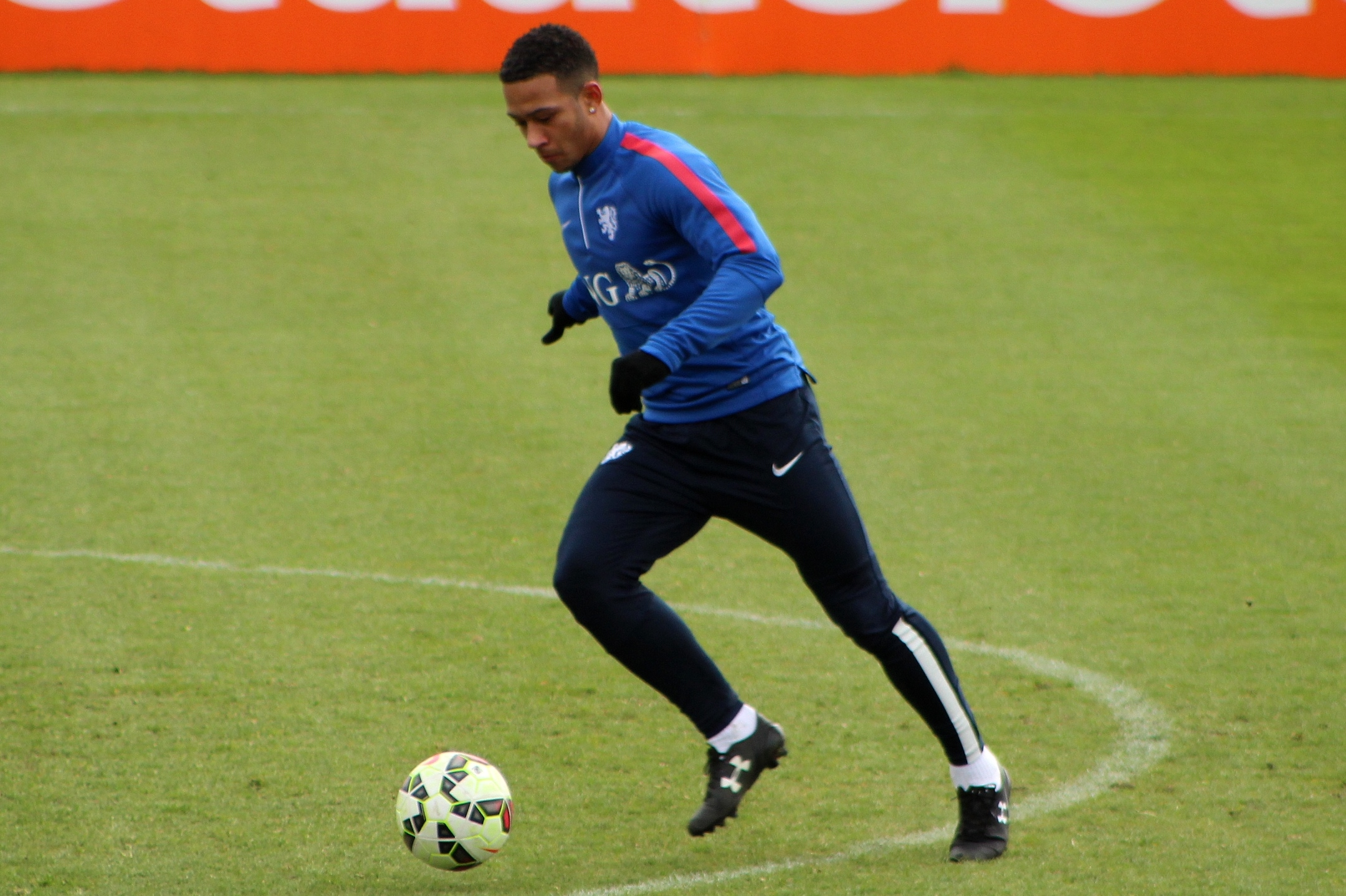
2015年3月に招集された代表で練習するデパイ

2013年10月15日に行われたワールドカップ予選のトルコ代表戦の終盤にイェレマイン・レンスと交代で出場し、A代表デビューを果たした。
ルイ・ファン・ハール監督により2014 FIFAワールドカップのメンバーに臨む23人のメンバーに選ばれ、6月5日に行われたアメリカ代表戦で初ゴールを記録したが、チームは3-4で敗れた。
本大会ではグループリーグ第2戦のオーストラリア代表戦に頭部を負傷したブルーノ・マルティンス・インディと交代で後半から出場すると、ロビン・ファン・ペルシの同点ゴールをアシストし、68分にはペナルティエリアの外から決勝点となるゴールを決めた。20歳4ヶ月で記録したこの試合におけるゴールは、ワールドカップにおけるオランダ代表史上最年少ゴールとなった。2-0で勝利した3戦目のチリ代表戦も交代で出場すると、アリエン・ロッベンのクロスからチームの2ゴール目を記録し、この勝利によりチームも1位でグループリーグ突破を決めた。
2014年7月11日にワールドカップにおける最優秀若手選手の最終候補にポール・ポグバ、ラファエル・ヴァランとともに選ばれたが、最終的にポグバが選ばれた。
2021年、EURO2020第2戦のオーストリア戦にペナルティーキックで1ゴールを挙げ、決勝トーナメント進出に貢献、第3戦の北マケドニア戦でも1ゴールを挙げ、更にワイナルドゥムのゴールをアシストした。
2022 FIFAワールドカップ・予選においては、予選通算12得点を挙げ、オランダ代表の2大会ぶりとなる本大会出場に貢献した。本大会では決勝トーナメント1回戦、アメリカ戦で1ゴールを決めてベスト8入りに貢献した。
2024年、UEFA EURO 2024、イングランドとの準決勝では前半35分に負傷交代を強いられ、チームはその後逆転されて決勝進出はならなかった。

## プレースタイル
当初は気性が激しく、PSVは心理面をサポートするためのコーチを付けた。2015年4月に発行された『デイリー・テレグラフ』はデパイについて、「右利きの選手だが、左ウイングのポジションからカットインをして右足でボールを扱う驚異的なストライカーであり、彼のスピードと技術力の高さから繰り出されるドリブルは対戦相手を困難に陥れる。」と記述した。しかしながら、ゴールの多さと比較してアシストが少ないため、利己的な面があることも指摘している。
元オランダ代表の選手であり、サウサンプトンで監督を務めていたロナルド・クーマンはデパイについて、素晴らしい選手であることは認めながらもプレミアリーグで成功するためには、成長を続け肉体的にも精神的にも向上させなければならないと述べた。

## 人物
- ガーナ人の父とオランダ人の母のもとに産まれたが[69]、4歳の時に両親が離婚し、母のもとで育てられている[3]。父への反抗心からファーストネームのメンフィスと呼ばれることを好み[70]、PSVトップチーム在籍中のある時期以降はユニフォームのネームにも「デパイ」ではなく「メンフィス」と載せている[3]。体には多くのタトゥーを入れているが、その中の1つはデパイが15歳の時に亡くなった尊敬する祖父への敬意を示すものである[71]。

- 父のデニスはメンフィスの自分を捨てたという主張を否定し、関係を修復したいと英国のタブロイド『ザ・サン』に話した[72][73]。

- 子供の頃はフェイエノールトのファンであった[74]。

- 自らのインスタグラムではオランダ代表で同僚のクインシー・プロメスとのラップを披露し、その後も複数の曲を発表するなどラッパーとしての一面を持つ[75][76]。

- 自動車愛好家として知られ、2023年には世界で150台しか生産されていない「メルセデス・ベンツSクラス680マイバッハ」を購入した[77]。

## 個人成績

### クラブ
2023-24シーズン終了時点
| クラブ                       | シーズン   | リーグ           | リーグ戦 | リーグ戦 | カップ戦 | カップ戦 | 国際大会 | 国際大会 | その他 | その他 | 合計 | 合計 |
| クラブ                       | シーズン   | リーグ           | 出場     | 得点     | 出場     | 得点     | 出場     | 得点     | 出場   | 得点   | 出場 | 得点 |
| ---------------------------- | ---------- | ---------------- | -------- | -------- | -------- | -------- | -------- | -------- | ------ | ------ | ---- | ---- |
| PSV                          | 2011-12    | エールディヴィジ | 8        | 3        | 3        | 2        | 0        | 0        | 0      | 0      | 11   | 5    |
| PSV                          | 2012-13    | エールディヴィジ | 20       | 2        | 4        | 1        | 5        | 0        | 1      | 0      | 30   | 3    |
| PSV                          | 2013-14    | エールディヴィジ | 32       | 12       | 1        | 0        | 10       | 2        | 0      | 0      | 43   | 14   |
| PSV                          | 2014-15    | エールディヴィジ | 30       | 22       | 1        | 0        | 9        | 6        | 0      | 0      | 40   | 28   |
| PSV                          | 通算       | 通算             | 90       | 39       | 9        | 3        | 24       | 8        | 1      | 0      | 124  | 50   |
| マンチェスター・ユナイテッド | 2015-16    | プレミアリーグ   | 29       | 2        | 3        | 0        | 11       | 5        | 2      | 0      | 45   | 7    |
| マンチェスター・ユナイテッド | 2016-17    | プレミアリーグ   | 4        | 0        | 0        | 0        | 3        | 0        | 1      | 0      | 8    | 0    |
| マンチェスター・ユナイテッド | 通算       | 通算             | 33       | 2        | 3        | 0        | 14       | 5        | 3      | 0      | 53   | 7    |
| リヨン                       | 2016-17    | リーグ・アン     | 17       | 5        | 1        | 0        | -        | -        | 0      | 0      | 18   | 5    |
| リヨン                       | 2017-18    | リーグ・アン     | 36       | 19       | 4        | 0        | 10       | 3        | 1      | 0      | 51   | 22   |
| リヨン                       | 2018-19    | リーグ・アン     | 36       | 10       | 2        | 1        | 8        | 1        | 1      | 0      | 47   | 12   |
| リヨン                       | 2019-20    | リーグ・アン     | 13       | 9        | 1        | 0        | 8        | 6        | 1      | 0      | 22   | 15   |
| リヨン                       | 2020-21    | リーグ・アン     | 37       | 20       | 3        | 2        | -        | -        | 0      | 0      | 40   | 22   |
| リヨン                       | 通算       | 通算             | 139      | 63       | 10       | 3        | 26       | 10       | 3      | 0      | 178  | 76   |
| バルセロナ                   | 2021-22    | プリメーラ       | 28       | 12       | 0        | 0        | 9        | 1        | 1      | 0      | 38   | 13   |
| バルセロナ                   | 2022-23    | プリメーラ       | 2        | 1        | 1        | 0        | 1        | 0        | 0      | 0      | 4    | 1    |
| バルセロナ                   | クラブ通算 | クラブ通算       | 30       | 13       | 1        | 0        | 10       | 1        | 1      | 0      | 42   | 14   |
| アトレティコ・マドリード     | 2022-23    | プリメーラ       | 8        | 4        | 1        | 0        | -        | -        | -      | -      | 9    | 4    |
| アトレティコ・マドリード     | 2023-24    | プリメーラ       | 23       | 5        | 5        | 3        | 3        | 1        | 0      | 0      | 31   | 9    |
| アトレティコ・マドリード     | 通算       | 通算             | 31       | 9        | 6        | 3        | 3        | 1        | 0      | 0      | 40   | 13   |
| 総通算                       | 総通算     | 総通算           | 325      | 121      | 27       | 9        | 77       | 25       | 2      | 0      | 437  | 159  |

### 代表
出場大会
- U-17オランダ代表

2011年 - UEFA U-17欧州選手権2011（優勝）
2011年 - 2011 FIFA U-17ワールドカップ（グループステージ敗退）
- U-21オランダ代表

2013年 - UEFA U-17欧州選手権2013（ベスト4）
- オランダ代表

2014年 - 2014 FIFAワールドカップ（3位）
2021年 - UEFA EURO 2020（ベスト16）
2022年 - 2022 FIFAワールドカップ（ベスト8）
試合数
2024年3月26日現在
- 国際Aマッチ 90試合 44得点（2013年-）[79]

| オランダ代表 | 国際Aマッチ | 国際Aマッチ |
| 年           | 出場        | 得点        |
| ------------ | ----------- | ----------- |
| 2013         | 3           | 0           |
| 2014         | 10          | 2           |
| 2015         | 8           | 1           |
| 2016         | 6           | 2           |
| 2017         | 7           | 3           |
| 2018         | 10          | 5           |
| 2019         | 8           | 6           |
| 2020         | 7           | 2           |
| 2021         | 16          | 17          |
| 2022         | 11          | 5           |
| 2023         | 2           | 1           |
| 2024         | 2           | 0           |
| 通算         | 90          | 44          |

### 代表での得点
| #  | 開催日         | 開催地                                       | 対戦国                   | スコア | 結果 | 大会                                    |
| -- | -------------- | -------------------------------------------- | ------------------------ | ------ | ---- | --------------------------------------- |
| 1  | 2014年6月18日  | エスタジオ・ベイラ＝リオ                     | オーストラリア           | 3-2    | 3-2  | 2014 FIFAワールドカップ                 |
| 2  | 2014年6月24日  | アレーナ・デ・サンパウロ                     | チリ                     | 2-0    | 2-0  | 2014 FIFAワールドカップ                 |
| 3  | 2015年6月5日   | アムステルダム・アレナ                       | アメリカ合衆国           | 3-1    | 3-4  | 国際親善試合                            |
| 4  | 2016年11月13日 | スタッド・ヨジー・バーテル                   | ルクセンブルク           | 2-1    | 3-1  | 2018 FIFAワールドカップ予選             |
| 5  | 2016年11月13日 | スタッド・ヨジー・バーテル                   | ルクセンブルク           | 3-1    | 3-1  | 2018 FIFAワールドカップ予選             |
| 6  | 2017年10月7日  | ボリソフ・アレナ                             | ベラルーシ               | 3-1    | 3-1  | 2018 FIFAワールドカップ予選             |
| 7  | 2017年11月9日  | ピットドリー・スタジアム                     | スコットランド           | 1-0    | 1-0  | 国際親善試合                            |
| 8  | 2017年11月14日 | スタディオヌル・ナツィオナル                 | ルーマニア               | 1-0    | 3-0  | 国際親善試合                            |
| 9  | 2018年3月26日  | スタッド・ドゥ・ジュネーヴ                   | ポルトガル               | 1-0    | 3-0  | 国際親善試合                            |
| 10 | 2018年9月7日   | ヨハン・クライフ・アレナ                     | ペルー                   | 1-1    | 2-1  | 国際親善試合                            |
| 11 | 2018年9月7日   | ヨハン・クライフ・アレナ                     | ペルー                   | 2-1    | 2-1  | 国際親善試合                            |
| 12 | 2018年10月13日 | ヨハン・クライフ・アレナ                     | ドイツ                   | 2-0    | 3-0  | UEFAネーションズリーグ2018-19           |
| 13 | 2018年11月16日 | デ・カイプ                                   | フランス                 | 2-0    | 2-0  | UEFAネーションズリーグ2018-19           |
| 14 | 2019年3月21日  | デ・カイプ                                   | ベラルーシ               | 1-0    | 4-0  | UEFA EURO 2020予選                      |
| 15 | 2019年3月21日  | デ・カイプ                                   | ベラルーシ               | 3-0    | 4-0  | UEFA EURO 2020予選                      |
| 16 | 2019年3月24日  | ヨハン・クライフ・アレナ                     | ドイツ                   | 2-2    | 2-3  | UEFA EURO 2020予選                      |
| 17 | 2019年9月9日   | ア・ル・コック・アレーナ                     | エストニア               | 3–0    | 4–0  | UEFA EURO 2020予選                      |
| 18 | 2019年10月10日 | デ・カイプ                                   | 北アイルランド           | 1–1    | 3–1  | UEFA EURO 2020予選                      |
| 19 | 2019年10月10日 | デ・カイプ                                   | 北アイルランド           | 3–1    | 3–1  | UEFA EURO 2020予選                      |
| 20 | 2020年11月15日 | ヨハン・クライフ・アレナ                     | ボスニア・ヘルツェゴビナ | 3–0    | 3–1  | UEFAネーションズリーグ2020-21           |
| 21 | 2020年11月18日 | シレジア競技場                               | ポーランド               | 1–1    | 2–1  | UEFAネーションズリーグ2020-21           |
| 22 | 2021年3月30日  | ヴィクトリア・スタジアム                     | ジブラルタル             | 3–0    | 7–0  | 2022 FIFAワールドカップ・ヨーロッパ予選 |
| 23 | 2021年3月30日  | ヴィクトリア・スタジアム                     | ジブラルタル             | 7–0    | 7–0  | 2022 FIFAワールドカップ・ヨーロッパ予選 |
| 24 | 2021年6月2日   | エスタディオ・アルガルヴェ                   | スコットランド           | 1–1    | 2–2  | 国際親善試合                            |
| 25 | 2021年6月2日   | エスタディオ・アルガルヴェ                   | スコットランド           | 2–2    | 2–2  | 国際親善試合                            |
| 26 | 2021年6月6日   | デ・フロルーシュ・フェステ                   | ジョージア               | 1–0    | 3–0  | 国際親善試合                            |
| 27 | 2021年6月17日  | ヨハン・クライフ・アレナ                     | オーストリア             | 1–0    | 2–0  | UEFA EURO 2020                          |
| 28 | 2021年6月21日  | ヨハン・クライフ・アレナ                     | 北マケドニア             | 1–0    | 3–0  | UEFA EURO 2020                          |
| 29 | 2021年9月5日   | フィリップス・スタディオン                   | モンテネグロ             | 2–0    | 4–0  | 2022 FIFAワールドカップ・ヨーロッパ予選 |
| 30 | 2021年9月5日   | フィリップス・スタディオン                   | モンテネグロ             | 2–0    | 4–0  | 2022 FIFAワールドカップ・ヨーロッパ予選 |
| 31 | 2021年9月8日   | ヨハン・クライフ・アレナ                     | トルコ                   | 2–0    | 6–1  | 2022 FIFAワールドカップ・ヨーロッパ予選 |
| 32 | 2021年9月8日   | ヨハン・クライフ・アレナ                     | トルコ                   | 3–0    | 6–1  | 2022 FIFAワールドカップ・ヨーロッパ予選 |
| 33 | 2021年9月8日   | ヨハン・クライフ・アレナ                     | トルコ                   | 4–0    | 6–1  | 2022 FIFAワールドカップ・ヨーロッパ予選 |
| 34 | 2021年10月12日 | フェイエノールト・スタディオン               | ジブラルタル             | 2–0    | 6–0  | 2022 FIFAワールドカップ・ヨーロッパ予選 |
| 35 | 2021年10月12日 | フェイエノールト・スタディオン               | ジブラルタル             | 4-0    | 6–0  | 2022 FIFAワールドカップ・ヨーロッパ予選 |
| 36 | 2021年11月14日 | スタディオン・ポド・ゴリツォム               | モンテネグロ             | 0-1    | 2–2  | 2022 FIFAワールドカップ・ヨーロッパ予選 |
| 37 | 2021年11月14日 | スタディオン・ポド・ゴリツォム               | モンテネグロ             | 0–2    | 2–2  | 2022 FIFAワールドカップ・ヨーロッパ予選 |
| 38 | 2021年11月17日 | フェイエノールト・スタディオン               | ノルウェー               | 2–0    | 2–0  | 2022 FIFAワールドカップ・ヨーロッパ予選 |
| 39 | 2022年3月26日  | アムステルダム、ヨハン・クライフ・アレナ     | デンマーク               | 3-1    | 4-2  | 親善試合                                |
| 40 | 2022年6月3日   | ブリュッセル、ボードゥアン国王競技場         | ベルギー                 | 2-0    | 4-1  | UEFAネーションズリーグ2022-23           |
| 41 | 2022年6月3日   | ブリュッセル、ボードゥアン国王競技場         | ベルギー                 | 4-0    | 4-1  | UEFAネーションズリーグ2022-23           |
| 42 | 2022年6月14日  | ロッテルダム、フェイエノールト・スタディオン | ウェールズ               | 3-2    | 3-2  | UEFAネーションズリーグ2022-23           |
| 43 | 2022年12月3日  | ライヤーン、ハリーファ国際スタジアム         | アメリカ合衆国           | 1-0    | 3-1  | 2022 FIFAワールドカップ                 |
| 44 | 2023年3月27日  | ロッテルダム、フェイエノールト・スタディオン | ジブラルタル             | 1-0    | 3-0  | UEFA EURO 2024予選                      |

## タイトル

### クラブ
PSVアイントホーフェン
- KNVBカップ : 2011-12
- ヨハン・クライフ・スハール : 2012
- エールディヴィジ : 2014-15

FCバルセロナ
- スーペルコパ・デ・エスパーニャ : 2022-23
- プリメーラ・ディビシオン : 2022-23

### 代表
オランダ代表
- UEFA U-17欧州選手権 : 2011[55]

### 個人
- エールディヴィジ得点王 : 2014-15[25]
- ヨハン・クライフ賞 : 2014-15[81]